# Parioglossus dotui
Parioglossus dotui är en fiskart som beskrevs av Tomiyama, 1958. Parioglossus dotui ingår i släktet Parioglossus och familjen Ptereleotridae. Inga underarter finns listade i Catalogue of Life.